# (9630) Castellion
(9630) Castellion (1993 PW7) – planetoida z grupy pasa głównego asteroid okrążająca Słońce w ciągu 4,62 lat w średniej odległości 2,77 j.a. Odkryta 15 sierpnia 1993 roku.